# Omicidio di Eitam e Na'ama Henkin
L'omicidio di Eitam e Na'ama Henkin avvenne il 1º ottobre 2015 in Cisgiordania. Una coppia israeliana sposata di Neria, Eitam Simon Henkin, uno studente di dottorato all'Università di Tel Aviv che aveva anche la cittadinanza statunitense, e Na'ama Henkin, una grafica, furono uccisi. Gli Henkins stavano passando davanti alla città di Beit Furik, quando avvenne l'attentato. I quattro figli della coppia erano nel furgone al momento dell'uccisione dei loro genitori.
Secondo una dichiarazione rilasciata dal Ministero degli affari esteri israeliano, un gruppo affiliato alle Brigate dei Martiri di Al-Aqsa di Fatah rivendicò l'attentato. Tuttavia, l'accusa israeliana indicò che l'attentato fu effettuato da una cellula di Hamas.